# Santa Cruz-formatie

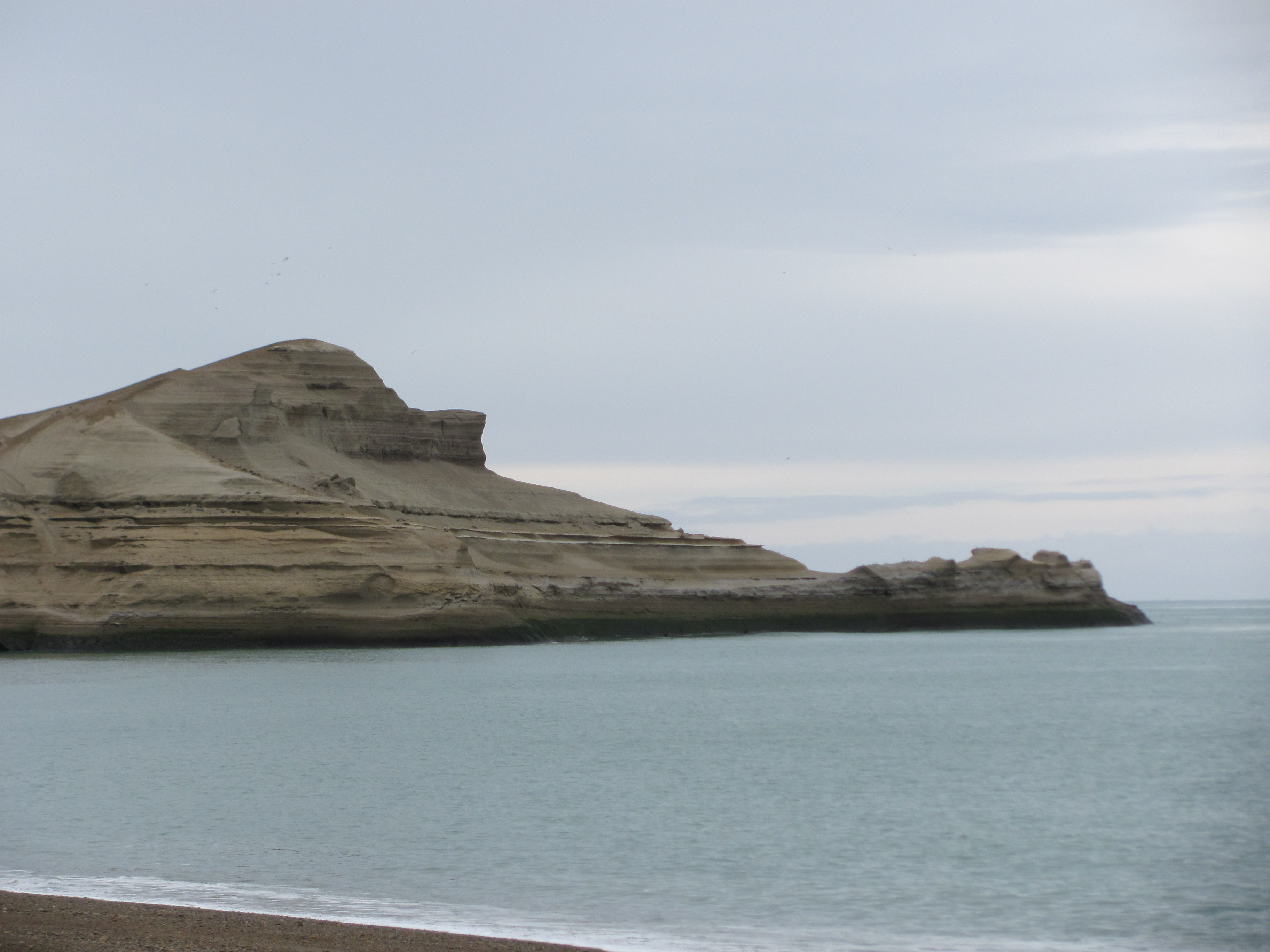
Kustregio van Santa Cruz in het Nationaal park Monte-León.

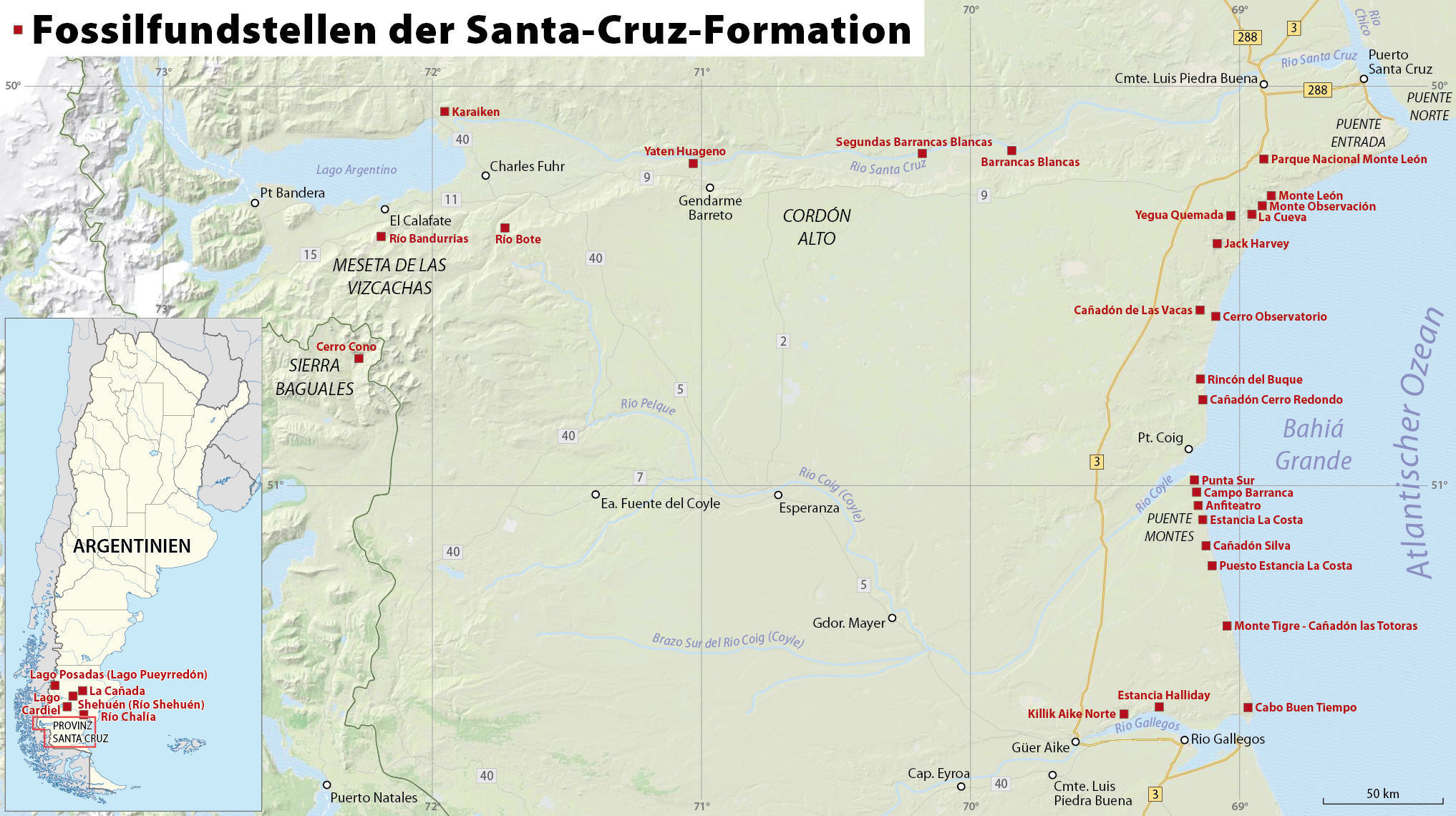
Kaart van de fossielenlocaties van de Santa Cruz-formatie.

De Santa Cruz-formatie is een formatie in Argentinië die afzettingen uit het Mioceen omvat. Het is de type-locatie van het Santacrucian (17,5 – 16,3 miljoen jaar geleden). De Santa Cruz-formatie is een van belangrijkste vindplaatsen van fossielen van zoogdieren uit het Kenozoïcum in Zuid-Amerika.

## Locatie
De Santa Cruz-formatie bevindt zich in de kustregio van de provincie Santa Cruz in Patagonië. De fossielen zijn gevonden in afzettingen van zandsteen. De belangrijkste vindplaatsen van fossielen liggen langs een Atlantische kuststrook van ongeveer vijftig kilometer tussen de rivieren Coyle in het noorden en Gallegos in het zuiden. Op bepaalde plekken komt de formatie op het strand aan de oppervlakte en ligt het bij vloed onder water.

## Geschiedenis
De eerste fossielen werden in 1845 in de Santa Cruz-formatie gevonden en naar Engeland gebracht. Richard Owen beschreef met Nesodon het eerste zoogdierfossiel uit de formatie. De belangrijkste opgravingen in de Santa Cruz-formatie vonden plaats aan het einde van den negentiende eeuw door de broers Carlos en Florentino Ameghino. Van Florentino Ameghino stamt ook de benaming "Santa Cruz-formatie", die hij in 1889 voor het eerst gebruikte. Een eeuw later kwam de formatie opnieuw onder de aandacht van internationale wetenschappers.

## Paleoklimaat
De Santa Cruz-formatie werd afgezet tijdens het Middle Miocene Climatic Optimum (MMCO), de warmste periode sinds de afkoeling van het klimaat aan het einde van het Eoceen. Patagonië had in deze periodes droge, warme zomers en koele, natte winters met temperatuur die niet onder het vriespunt kwamen. Dit klimaat zorgde voor bossen langs meren en rivieren en open gebieden met gras en lage vegetatie. Nadat het MMCO ongeveer 15 miljoen jaar geleden ten einde kwam, kwamen veel diergroepen uit de Santa Cruz-formatie alleen nog voor in de tropische en subtropische delen van Zuid-Amerika en nooit meer zo zuidelijk op het continent.

## Fauna

### Zoogdieren
In de Santa Cruz-formatie zijn fossielen van meer dan honderd soorten zoogdieren gevonden. Van meer dan twintig soorten uit zestien families zijn gedeeltelijke skeletten met schedels gevonden. Vrijwel alle bekende families die in het Vroeg-Mioceen voorkwamen in Zuid-Amerika zijn vertegenwoordigd in het fossielenbestand van de Santa Cruz-formatie. Zelfs van zeldzame groepen zoals primaten, miereneters en dryolestiden zijn fossielen gevonden.

#### Dryolestida
- Meridiolestida: Necrolestes

#### Metatheria
- Paucituberculata: Abderites, Stilotherium, Acolestis, Palaeothentes, Phonocdromus
- Microbiotheria: Microbiotherium
- Sparassodonta: 
  - Borhyaenidae: Acrocyon, Arctodictis, Borhyaena, Lycopsis, Prothylacynus
  - Hathliacynidae: Acyon, Cladosictis, Perathereutes, Pseudonotictis, Sipalocyon

#### Eutheria
- Gordeldierachtigen: 
  - Gordeldieren: Microbiotherium
  - Glyptodonten: Cochlops, Eucinepeltus, Propalaeohoplophorus
  - Peltophilidae: Peltephilus
- Luiaards: Analcimorphus, Hapalops, Pelecyodon, Schismotherium, Eucholoeops, Planops, Prepotherium, Analcitherium, Nematherium, Xyophorus
- Miereneters: Protamandua
- Primaten: Homunculus
- Knaagdieren:
  - Acarechimyidae: Acarechimys, Acaremys, Sciamys
  - Chinchilla's: Pliolagostomus
  - Agoeti's: Neoreomys
  - Pacarana's: Scleromys
  - Stekelratten: Adelphomys, Spaniomys, Stichomys
  - Eocardiidae: Eocardia, Phanomys, Schistomys
  - Boomstekelvarkens: Steiromys
  - Neoepiblemidae: Perimys
- Litopterna:
  - Adianthidae: Adianthus
  - Macraucheniidae: Theosodon
  - Proterotheriidae: Anisolophus, Diadiaphorus, Tetramerorhinus, Thoatherium
- Notoungulata: 
  - Homalodotheriidae: Homalodotherium
  - Toxodontidae: Adinotherium, Nesodon
  - Hegetotheriidae: Hegetotherium, Pachyrukhos
  - Interatheriidae: Interatherium, Protypotherium
- Astrapotheria: Astrapotherium

De zoogdieren van de Santa Cruz-formatie zijn onder meer afgebeeld door Charles Robert Knight in het boek A History of Land Mammals in the Western Hemisphere van W.B. Scott: 

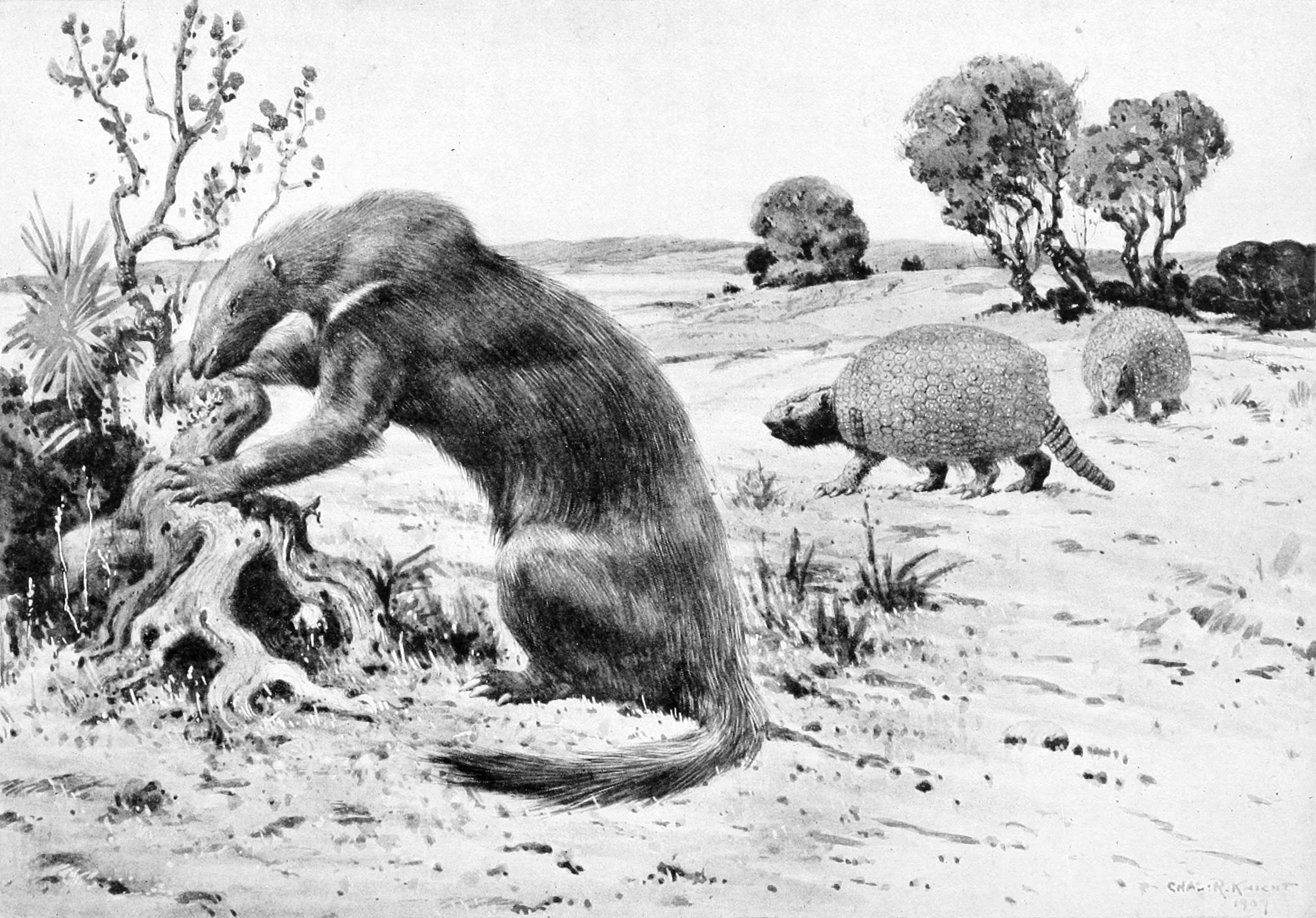
Hapalops en Propalaeohoplophorus
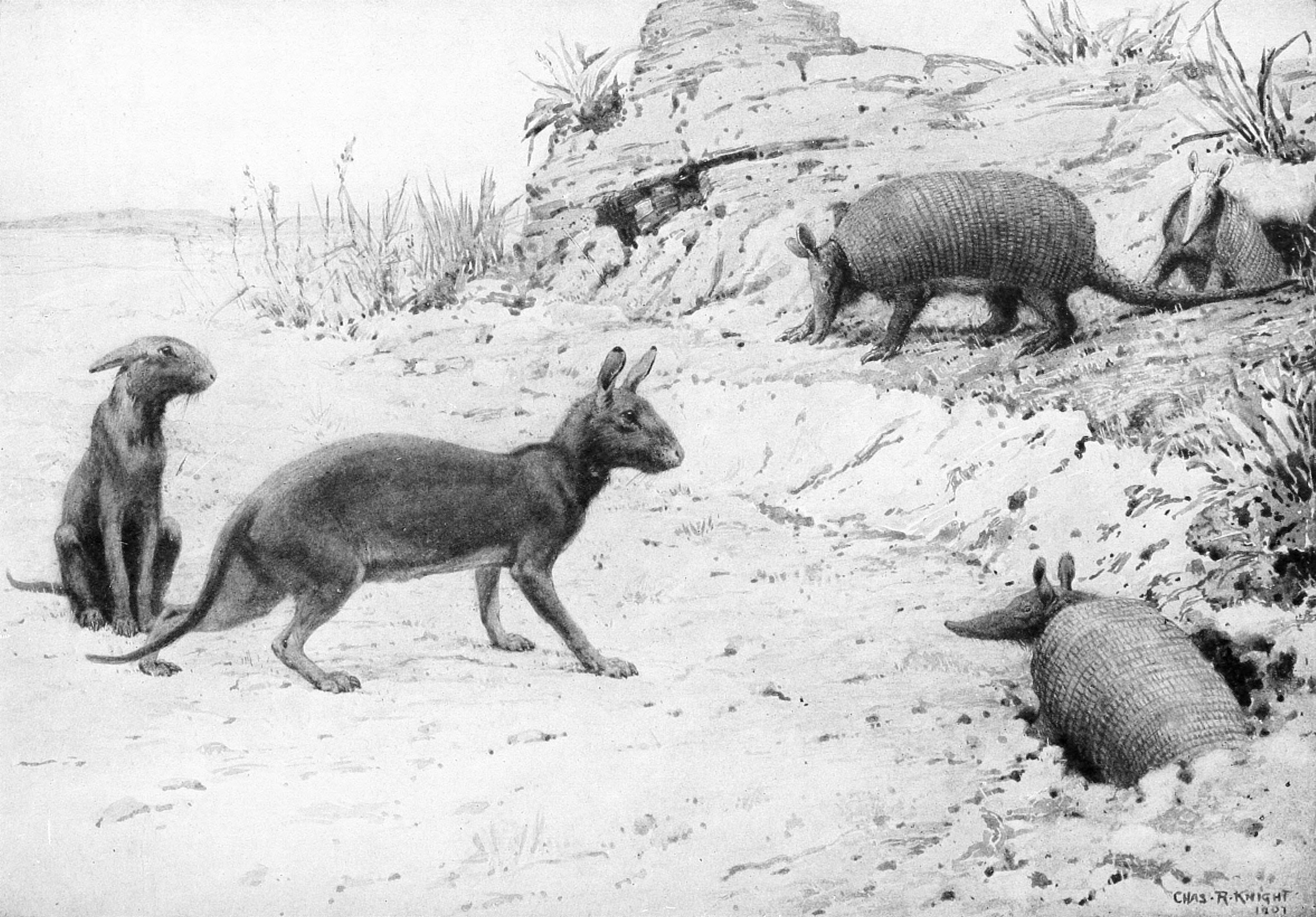
Protypotherium en Stegotherium
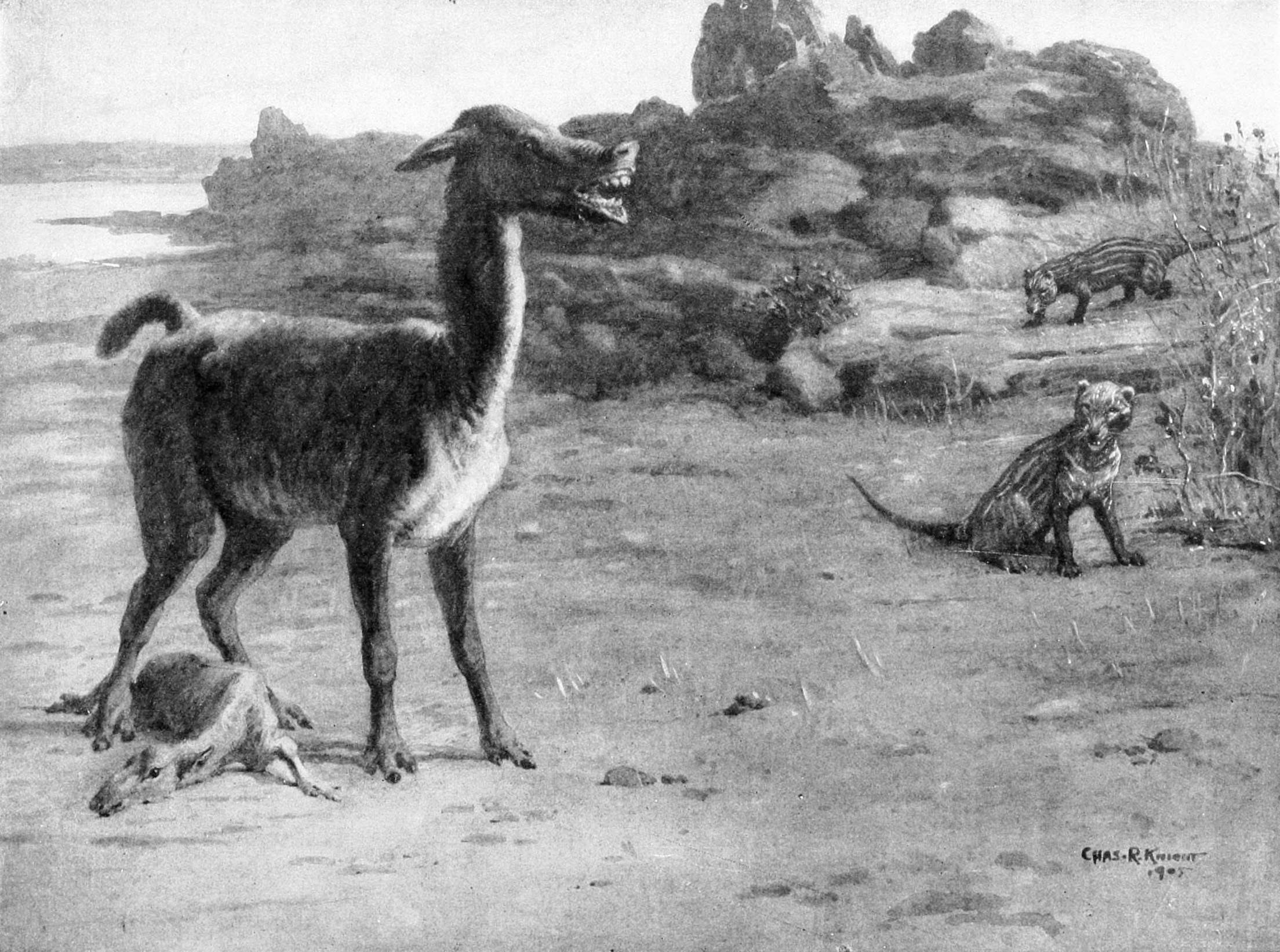
Theosodon en Borhyaena
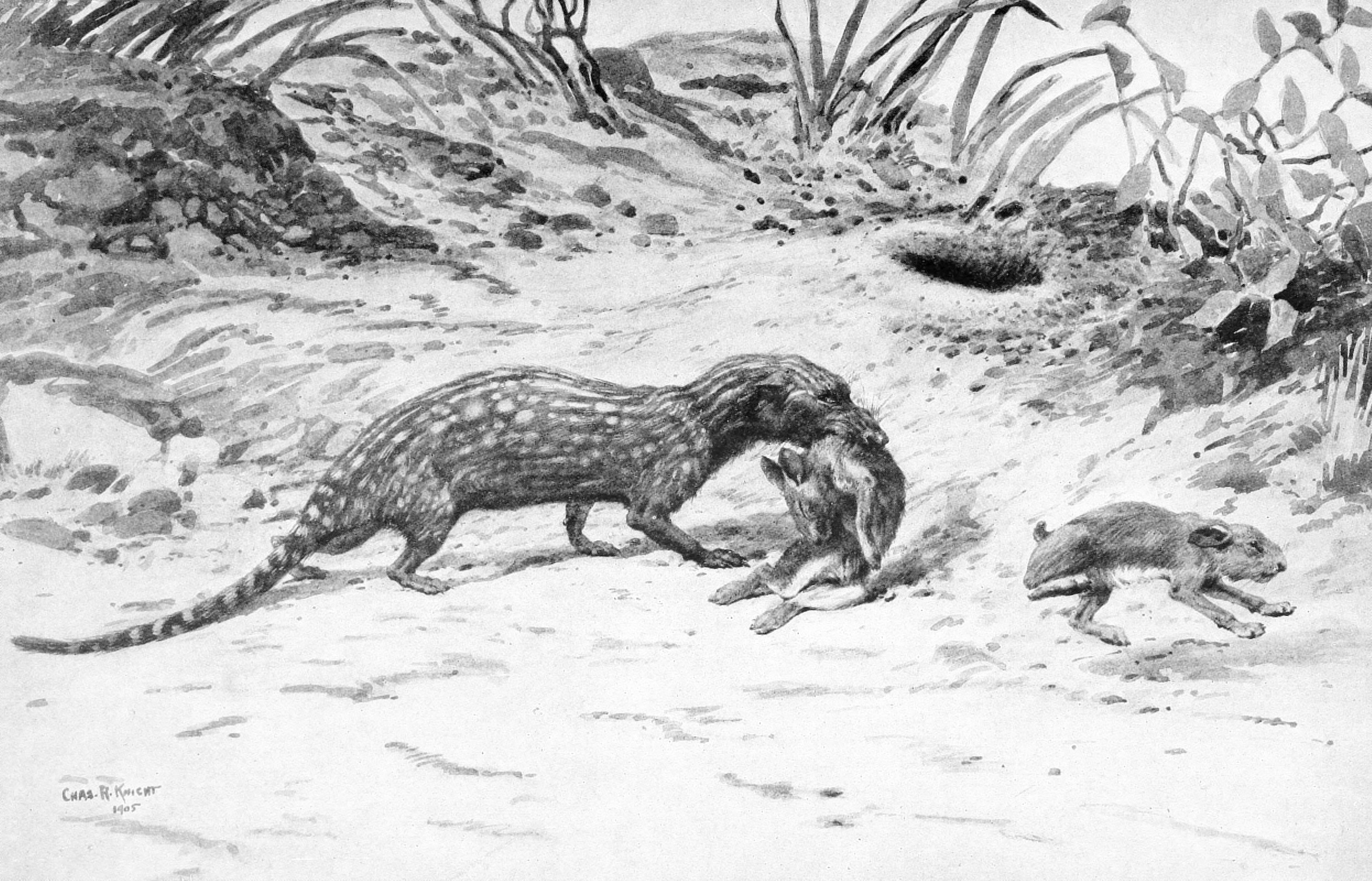
Cladosictis en Pachyrukhos
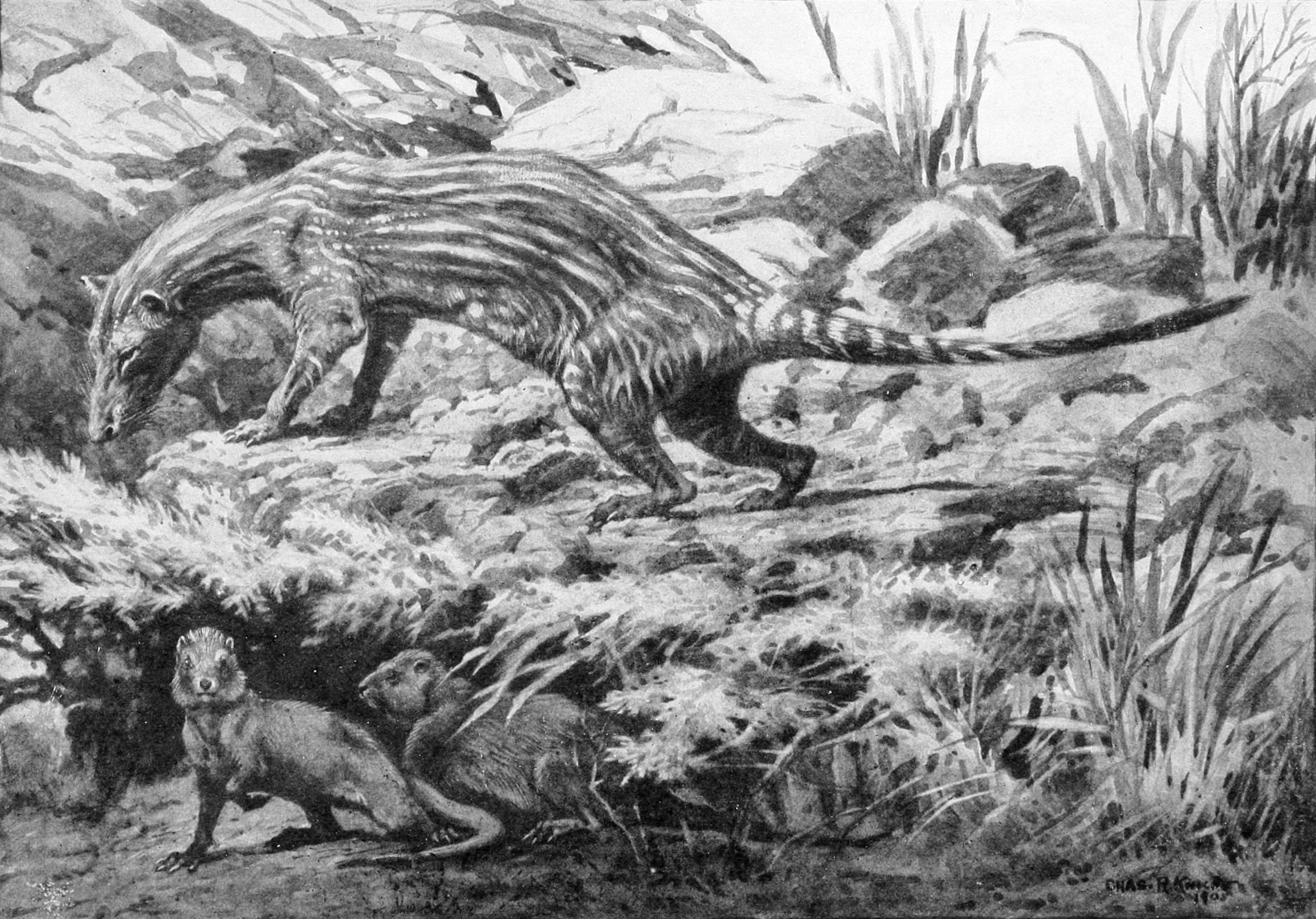
Prothylacinus en Interatherium
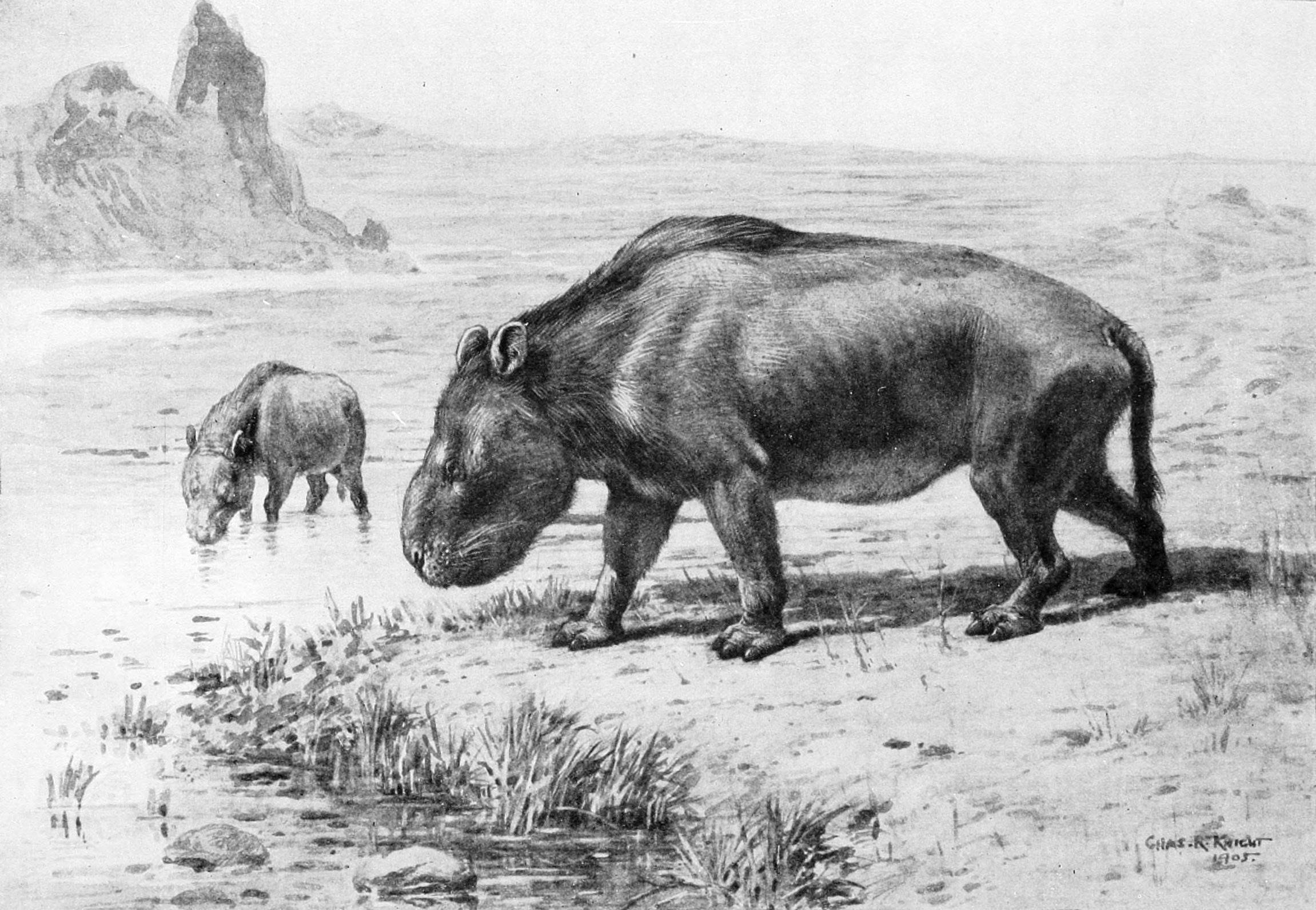
Nesodon
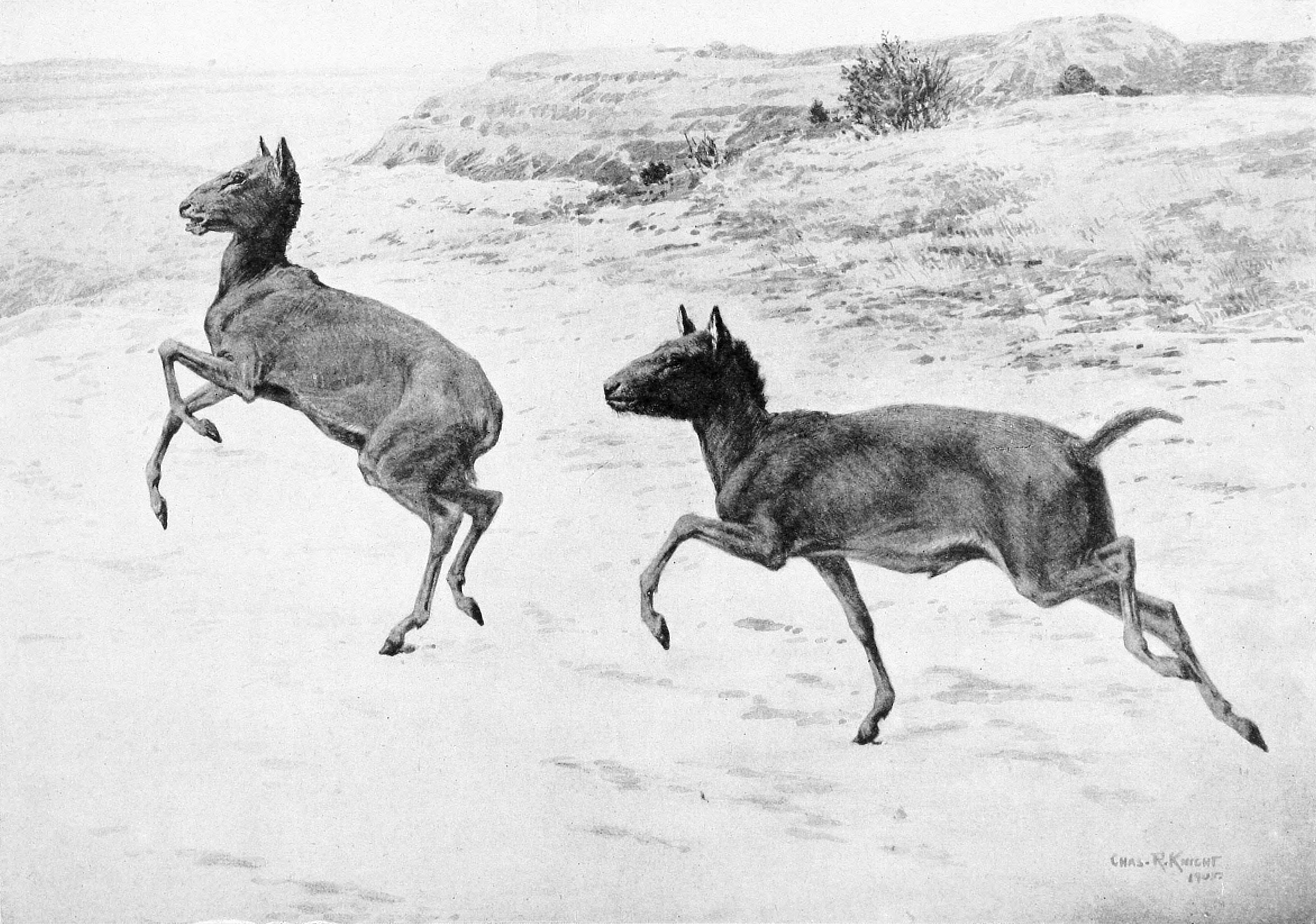
Thoatherium
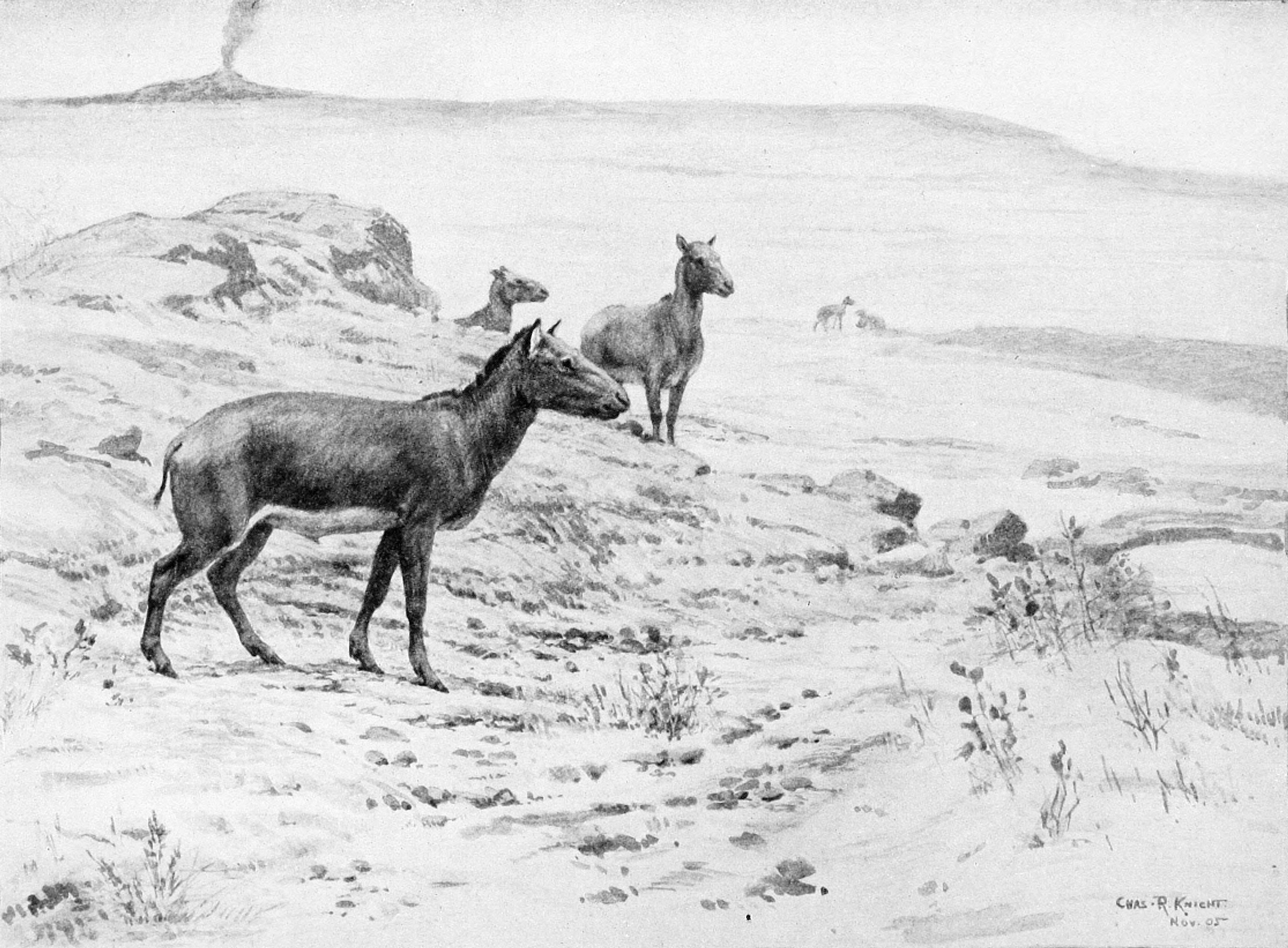
Diadiaphorus

### Overige dieren
Verder zijn fossielen gevonden van amfibieën, reptielen en vogels. Met ten minste achttien soorten is de Santa Cruz-formatie een van de voornaamste vindplaatsen van vogelfossielen van Zuid-Amerika. De opvallendste groep zijn de schrikvogels met Phorusrhacos als bekendste vorm. Een andere vogel die bekend is uit de Santa Cruz-formatie is de gier Dryornis.